# Дім квітів: Фільм
«Дім квітів: Фільм» (ісп. La casa de las flores: la película) — мексиканський комедійний фільм виробництва Netflix, сюжетно пов'язаний з веб-серіалом «Дім квітів» (2018—2020). Прем'єрний показ відбувся 23 червня 2021 року.

## Сюжет
Делія, домоправителька родини де ла Мора, перед смертю розповідає Пауліні де ла Мора, що в їхньому старому будинку сховані докази проти Агустіна Коркуери, винного у вбивстві Пато, біологічного батька Пауліни. Пауліна починає пошуки, у чому їй допомагають її сестра Елена та брат Хуліан. Паралельно показано події 1987 року, коли Вірхінія, мати Пауліни, разом з друзями збирають ці докази і ховають їх.

## У ролях
| Актор               | Роль                             |
| ------------------- | -------------------------------- |
| Сесілія Суарес      | Пауліна де ла Мора               |
| Айслінн Дербес      | Елена де ла Мора                 |
| Даріо Ясбек Берналь | Хуліан де ла Мора                |
| Хуан Пабло Медіна   | Дієго Олівера                    |
| Пако Леон           | Марія Хосе Рекельме              |
| Анхеліка Марія      | Есперанса де Коен                |
| Норма Анхеліка      | Делія                            |
| Луїс де ла Роса     | Бруно Рекельме                   |
| Ісабель Бурр        | Вірхінія де ла Мора у молодості  |
| Тіаго Корреа        | Ернесто де ла Мора у молодості   |
| Крістіан Чавес      | Патрисіо Ласкураїн               |
| Давид Остроскі      | доктор Соломон Коен              |
| Хав'єр Хаттін       | Соломон Коен у молодості         |
| Тесса Ія            | Есперанса у молодості            |
| Пако Руеда          | Ель Чікіс Коркуера               |
| Еміліо Куаїк        | Агустін Коркуера у молодості     |
| Андреа Чапарро      | Інес                             |
| Хімена Саріньяна    | Кармеліта Вільялобос у молодості |